# Brutus Capitolí
Brutus Capitolí (originalment i en italià Bruto Capitolino) és un bust de bronze típic del període de la república romana. Les escultures de bronze romanes són molt escasses perquè van ser fosses durant diverses èpoques per recuperar la matèria primera.
Aquest bronze va ser descobert a Roma el 1500 i associat a Brutus, el fundador mític de la República. La cara posseeix una expressió seriosa, concentrada, i combina alguns dels elements grecs, com pot ser la cabellera. L'estàtua és actualment conservada al Palau dels Conservadors dels Museus Capitolins de Roma. Es creu que es tracta d'un fragment d'una obra major.